# Alekszej Nyikolajevics Arbuzov
Alekszej Nyikolajevics Arbuzov (oroszul: Алексей Николаевич Арбузов; Moszkva, 1908. május 13. – Moszkva, 1986. április 20.) szovjet és orosz drámaíró.

## Élete
Arbuzov Moszkvában született, de családja 1914-ben Petrográdba költözött. Apja orosz, anyja görög volt. Tizenegy évesen árván maradt, a színházban találta meg a megváltást, tizennégy évesen pedig a Mariinszkij Színházban kezdett dolgozni. 1928-ban csatlakozott egy fiatal színészcsoporthoz a Kísérleti Dráma Céhében, amelynek feloszlása után csatlakozott egy utazó agitprop színházhoz, amelynek színdarabokat kezdett írni. 1930-ban Moszkvába költözött; 1935-ben megírta a Hosszú út című, 1939-ben pedig a Tanya című darabot, a két legsikeresebb színművét. Avril Pyman ezt írja róla: „Munkájának varázsa embertársaihoz való ravasz, de szeretetteljes hozzáállásában rejlik; átlát az emberi gyarlóságokon a jó és hasznos élet alapvető vágyáig, és hihető, sőt tetszetős dolgokat hoz létre.” pozitív karakterek.
Arbuzov számos darabja a személyes átalakulással és megváltással foglalkozik szovjet kontextusban. A Tanya című filmjében (1939) egy nő, akinek életét férje halála összetörte, végre értelmet és célt talál betegek szolgálatában, egy szibériai faluban. Az Irkutszki történetben (1960) elmondja, hogyan változtatja meg a 25 éves Válja sekélyes és hedonista életét Szergej, a szibériai gátat építő kotrócsapat művezetőjével szövődő szerelme. Szergej balesetben bekövetkezett fulladásos halálát követően új értelmet nyer az építőcsapathoz való csatlakozása és saját gyermekei nevelése. Ez a szeretetteljes elmélyülés szereplői érzelmi életében egyes szovjet irodalomkritikusok szemrehányását váltotta ki. Például Dmitrij Scseglov ezt írta: „Arbuzov darabjához fordulva az egyetemes szeretet, nemesség és barátság kellemes légkörébe kerülünk; ezek a finom érzések azonban nem irányítanak, nem mozgósítanak bennünket, elménket és gondolatainkat a nagy cél felé.” Arbuzov szereplői az osztály nélküli társadalom felépítésén munkálkodó kommunista eszményt képviselik, de személyes küzdelmeik ábrázolása szerettette meg Arbuzovot a szovjet közönséggel.

## Művei
- Egy boldogtalan ember boldog napjai
- Az elveszett fiú
- Egy szerelem története
- Második szerelem
- Kései találkozás
- Irkutszki történet

## Fordítás
- Ez a szócikk részben vagy egészben  az   Aleksei Arbuzov című angol Wikipédia-szócikk ezen változatának fordításán alapul.  Az eredeti cikk szerkesztőit annak laptörténete sorolja fel. Ez a jelzés csupán a megfogalmazás eredetét és a szerzői jogokat jelzi, nem szolgál a cikkben szereplő információk forrásmegjelöléseként.